# Triplex Safety Glass
Triplex Safety Glass es una marca británica de vidrio templado y vidrio laminado. La marca se ve a menudo en vehículos y aviones parabrisas.

## Historia
Triplex Safety Glass Company Ltd fue fundada en 1912 por Kent - nacido Reginald Delpech (30 de marzo de 1881 - 29 de mayo de 1935) La empresa se estableció en 1912 para construir parabrisas laminados en Gran Bretaña, bajo patentes francesas.
El 9 de septiembre de 1929, Triplex formó una empresa conjunta con Pilkington en  St Helens. La compañía ahora es parte de Pilkington Automotive.<ref> «Pilkington Automotive Limited». Companies House. Consultado el 5 de marzo de 2020. (enlace roto disponible en Internet Archive; véase el historial, la primera versión y la última). </ ref>
En la década de 1960, Triplex compró a su principal competidor, el británico Indestructo Glass, lo que le otorgó el monopolio de la producción británica de vidrio laminado. [cita requerida]
En la década de 1980, alrededor de 1,000 personas trabajaban en el sitio de Triplex en St Helens y alrededor de 700 en el sitio en Kings Norton. [cita requerida]
Pilkington retiró la marca Triplex en agosto de 1993. La empresa se disolvió formalmente en septiembre de 2019.

### Personas clave
- Graham Cunningham, presidente
- Alan Brooke, primer vizconde de Alanbrooke, presidente, 1954-1956
- Derek Cook, presidente, 1984-1985
- Barrie Heath DFC, Director Gerente, 1960-1968

## Estructura
La empresa tenía su sede en Eccleston, St Helens, en una fábrica construida en 1928. Tenía su planta principal en Kings Norton en West Midlands.
La fábrica de St Helens ahora fabrica bajo la marca  GKN (Sistemas de transparencia aeroespacial). El vidrio aeroespacial continúa fabricándose en el sitio. Se cree [¿quién?] que el edificio automotriz cayó en desuso con el colapso de MG Rover en 2005 (cuando Pilkington redujo las operaciones), aunque el cierre fue bastante posiblemente anterior a esto.

## Productos
Triplex fabricó parabrisas y ventanas laminados y endurecidos para los sectores automotriz, ferroviario, marítimo y aeroespacial. Particularmente extendido está el uso de los denominados adhesivos "triplex", que resultan de la unión de dos o más vidrios y ndash; soltero o seguridad & ndash; generalmente a través de membranas de butiral de polivinilo (PVB) . El acristalamiento se suelda mediante calentamiento y posterior prensado.
Los vidrios triplex exhiben la máxima resistencia al impacto. Este sistema de acristalamiento se distingue por el óptimo aprovechamiento de la seguridad en el uso ya que, en caso de rotura, las piezas de vidrio se mantienen en su sitio mediante las membranas intermedias, evitando lesiones graves.